# Opere di Tiziano

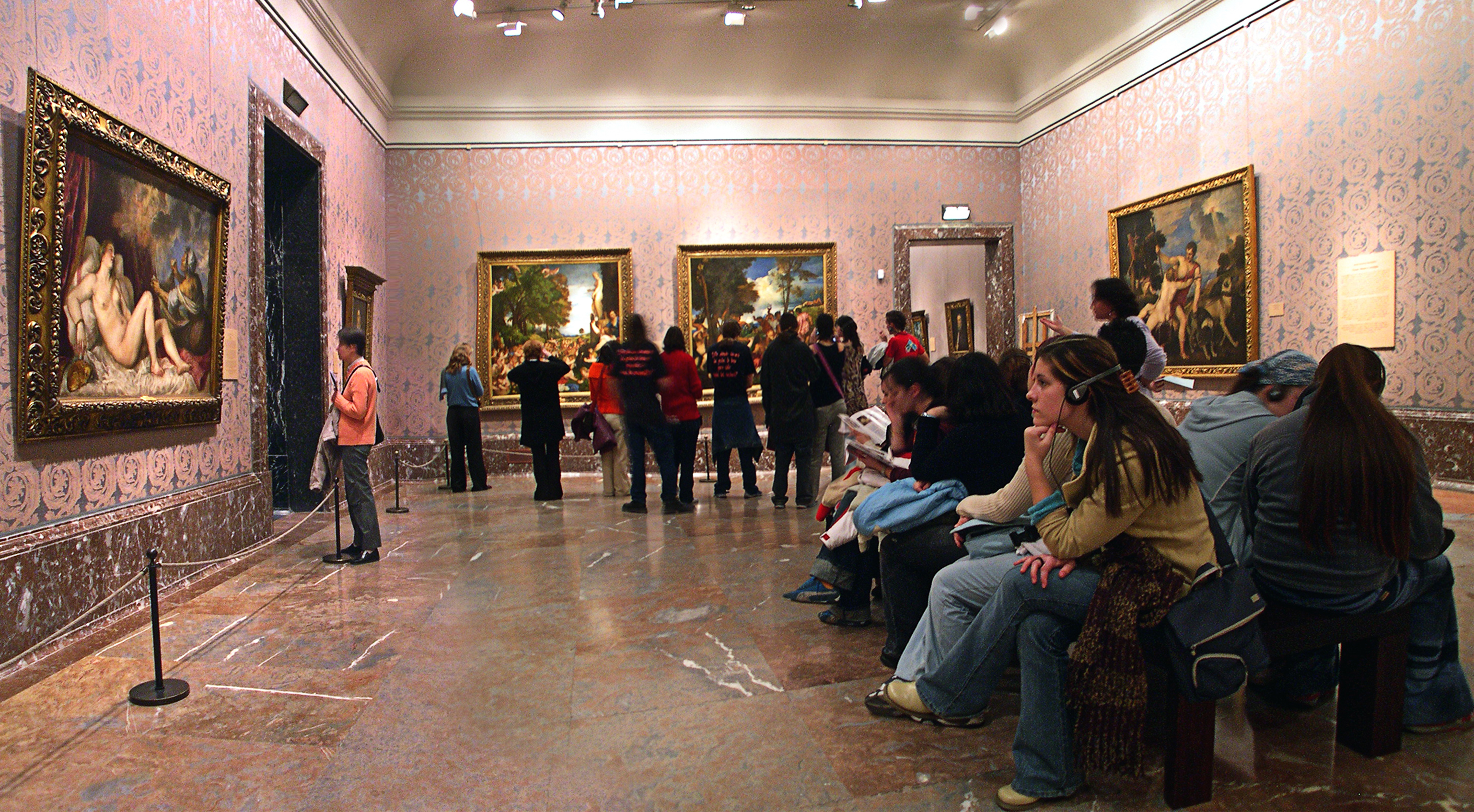
Sala di Tiziano nel Museo del Prado.

Questa pagina contiene una tabella con le maggiori opere di Tiziano corredate da immagini, seguita da un elenco dove è possibile trovare, in ordine cronologico, un numero più vasto di lavori del pittore. La produzione di Tiziano si dipana in circa settant'anni di storia, circa dal 1506 al 1576, comprendendo quadri con temi religiosi, scene mitologiche e ritratti.

## Le opere maggiori
Le opere maggiori di Tiziano, con immagine. Segue lista completa: 
| Immagine | Titolo                                                                    | Data            | Dimensioni in cm | Tecnica  | Supporto                    | Paese              | Città              | Luogo di conservazione                          |
| -------- | ------------------------------------------------------------------------- | --------------- | ---------------- | -------- | --------------------------- | ------------------ | ------------------ | ----------------------------------------------- |
|          | Jacopo Pesaro presentato a san Pietro da papa Alessandro VI               | 1503-1506 circa | 145×183          | olio     | tela                        | Belgio             | Anversa            | Koninklijk Museum voor Schone Kunsten           |
|          | Concerto                                                                  | 1506-1507 circa | 86,5×123,5       | olio     | tela                        | Italia             | Firenze            | Galleria Palatina                               |
|          | Concerto campestre                                                        | 1510 circa      | 118×138          | olio     | tela                        | Francia            | Parigi             | Louvre                                          |
|          | San Marco in trono                                                        | 1510-1511 circa | 218×149          | olio     | tavola                      | Italia             | Venezia            | Basilica di Santa Maria della Salute            |
|          | Ritratto di Ariosto                                                       | 1510 circa      | 81,2×66,3        | olio     | tela                        | Regno Unito        | Londra             | National Gallery                                |
|          | Ritratto di Pietro Aretino                                                | 1511            | 65x53,5          | olio     | tela                        | Italia             | Milano             | Collezione Koelliker                            |
|          | Miracolo del marito geloso                                                | 1511            | 340×207          | affresco | intonaco                    | Italia             | Padova             | Scuola del Santo                                |
|          | Miracolo del neonato                                                      | 1511            | 340×355          | affresco | intonaco                    | Italia             | Padova             | Scuola del Santo                                |
|          | Madonna detta la Zingarella                                               | 1512 circa      | 68,8×83,8        | olio     | tela                        | Austria            | Vienna             | Kunsthistorisches Museum                        |
|          | Tre età dell'uomo                                                         | 1512 circa      | 106×182          | olio     | tela                        | Regno Unito        | Edimburgo          | National Gallery of Scotland                    |
|          | Amor Sacro e Amor Profano                                                 | 1515 circa      | 118×279          | olio     | tela                        | Italia             | Roma               | Galleria Borghese                               |
|          | Flora                                                                     | 1515 circa      | 79×63            | olio     | tela                        | Italia             | Firenze            | Galleria degli Uffizi                           |
|          | Assunta                                                                   | 1516–1518 circa | 690×360          | olio     | tela                        | Italia             | Venezia            | Basilica di Santa Maria Gloriosa dei Frari      |
|          | Festa degli amorini                                                       | 1518-1519       | 172×175          | olio     | tela                        | Spagna             | Madrid             | Museo del Prado                                 |
|          | Pala Pesaro                                                               | 1519–1526 circa | 478×268          | olio     | tela                        | Italia             | Venezia            | Basilica di Santa Maria Gloriosa dei Frari      |
|          | Pala di San Nicolò della Lattuga                                          | 1522-1526       | 388×260          | olio     | tavola (trasferito su tela) | Città del Vaticano | Città del Vaticano | Pinacoteca Veticana                             |
|          | Pala Gozzi                                                                | 1520            | 312×215          | olio     | tavola                      | Italia             | Ancona             | Pinacoteca civica Francesco Podesti             |
|          | Polittico Averoldi                                                        | 1520–1522 circa | 278×292          | olio     | tela                        | Italia             | Brescia            | Collegiata dei Santi Nazaro e Celso             |
|          | Ritratto di Vincenzo Mosti                                                | 1520 circa      | 85×67            | olio     | tela                        | Italia             | Firenze            | Galleria Palatina                               |
|          | Uomo dal guanto                                                           | 1523 circa      | 100×89           | olio     | tela                        | Francia            | Parigi             | Louvre                                          |
|          | Bacco e Arianna                                                           | 1520–1523 circa | 175×190          | olio     | tela                        | Regno Unito        | Londra             | National Gallery                                |
|          | Baccanale degli Andrii                                                    | 1523-1524 circa | 175×193          | olio     | tela                        | Spagna             | Madrid             | Museo del Prado                                 |
|          | Deposizione di Cristo                                                     | 1525 circa      | 148×212          | olio     | tela                        | Francia            | Parigi             | Louvre                                          |
|          | Ritratto di Federico II Gonzaga                                           | 1525–1528 circa | 125×99           | olio     | tela                        | Spagna             | Madrid             | Museo del Prado                                 |
|          | Madonna del Coniglio                                                      | 1530            | 71×85            | olio     | tela                        | Francia            | Parigi             | Louvre                                          |
|          | Ritratto di Carlo V con il cane                                           | 1532–1533 circa | 192×111          | olio     | tela                        | Spagna             | Madrid             | Museo del Prado                                 |
|          | Ritratto di Carlo V                                                       | 1533-1535 circa | 98×71            | olio     | tela                        | Italia             | Napoli             | Museo di Capodimonte                            |
|          | Ritratto di Isabella d'Este                                               | 1534–1536 circa | 102×64           | olio     | tela                        | Austria            | Vienna             | Kunsthistorisches Museum                        |
|          | Presentazione di Maria al Tempio                                          | 1534–1538 circa | 345×775          | olio     | tela                        | Italia             | Venezia            | Gallerie dell'Accademia                         |
|          | Ritratto di Eleonora Gonzaga Della Rovere                                 | 1536-1538 circa | 114×103          | olio     | tela                        | Italia             | Firenze            | Galleria degli Uffizi                           |
|          | Ritratto di Francesco Maria Della Rovere                                  | 1536-1538 circa | 114×103          | olio     | tela                        | Italia             | Firenze            | Galleria degli Uffizi                           |
|          | Venere di Urbino                                                          | 1538            | 119×165          | olio     | tela                        | Italia             | Firenze            | Galleria degli Uffizi                           |
|          | Ritratto di Pietro Bembo                                                  | 1540            | 94,3×76,5        | olio     | tela                        | Stati Uniti        | Washington         | National Gallery of Art                         |
|          | San Giovanni Battista                                                     | 1540 circa      | 201×134          | olio     | tela                        | Italia             | Venezia            | Gallerie dell'Accademia                         |
|          |                                                                           |                 |                  |          |                             |                    |                    |                                                 |
|          | Ultima Cena                                                               | 1542-1544       | 163x104          | olio     | tela                        | Italia             | Urbino             | Galleria nazionale delle Marche                 |
|          | Uomo dagli occhi glauchi                                                  | 1545 circa      | 111×97           | olio     | tela                        | Italia             | Firenze            | Galleria Palatina                               |
|          | Allocuzione di Alfonso d'Avalos                                           | 1540–1541 circa | 223×165          | olio     | tela                        | Spagna             | Madrid             | Museo del Prado                                 |
|          | Incoronazione di spine                                                    | 1542–1544 circa | 303×180          | olio     | tela                        | Francia            | Parigi             | Museo del Louvre                                |
|          | Ritratto di Clarissa Strozzi                                              | 1542            | 115x98           | olio     | tela                        | Germania           | Berlino            | Gemäldegalerie                                  |
|          | Ritratto di Ranuccio Farnese                                              | 1542            | 89,7×73,6        | olio     | tela                        | Stati Uniti        | Washington         | National Gallery of Art                         |
|          | Ritratto di Paolo III                                                     | 1543            | 113,7×88,8       | olio     | tela                        | Italia             | Napoli             | Museo di Capodimonte                            |
|          | Ritratto di giovane donna                                                 | 1543 circa      | 85×75            | olio     | tela                        | Italia             | Napoli             | Museo di Capodimonte                            |
|          | Ritratto del doge Andrea Gritti                                           | 1543 circa      | 133,3×103,2      | olio     | tela                        | Stati Uniti        | Washington         | National Gallery of Art                         |
|          | Ritratto votivo della famiglia Vendramin                                  | 1543-1547       | 206×301          | olio     | tela                        | Regno Unito        | Londra             | National Gallery                                |
|          | Ritratto di Pietro Aretino                                                | 1545 circa      | 98×78            | olio     | tela                        | Italia             | Firenze            | Galleria Palatina                               |
|          | Danae                                                                     | 1546            | 120×172          | olio     | tela                        | Italia             | Napoli             | Museo di Capodimonte                            |
|          | Pentecoste                                                                | 1546 circa      | 570×260          | olio     | tela                        | Italia             | Venezia            | Basilica di Santa Maria della Salute            |
|          | Ritratto di Pier Luigi Farnese in armatura                                | 1546            | 111×87           | olio     | tela                        | Italia             | Napoli             | Museo di Capodimonte                            |
|          | Ritratto del cardinale Pietro Bembo                                       | 1545-1546       | 116×98           | olio     | tela                        | Italia             | Napoli             | Museo di Capodimonte                            |
|          | Ritratto di Paolo III con il camauro                                      | 1545-1546       | 108×80           | olio     | tela                        | Italia             | Napoli             | Museo di Capodimonte                            |
|          | Paolo III e i nipoti Alessandro e Ottavio Farnese                         | 1545-1546       | 210×174          | olio     | tela                        | Italia             | Napoli             | Museo di Capodimonte                            |
|          | Ritratto del cardinale Alessandro Farnese                                 | 1543-1546 circa | 98×75            | olio     | tela                        | Italia             | Napoli             | Museo di Capodimonte                            |
|          | Ritratto di Carlo V a cavallo                                             | 1548            | 332×279          | olio     | tela                        | Spagna             | Madrid             | Museo del Prado                                 |
|          | Martirio di san Lorenzo                                                   | 1548-1557       | 500×280          | olio     | tela                        | Italia             | Venezia            | Chiesa di Santa Maria Assunta detta I Gesuiti   |
|          | San Giovanni l'Elemosiniere                                               | 1550 circa      | 229×156          | olio     | tela                        | Italia             | Venezia            | Chiesa di San Giovanni Elemosinario             |
|          | Ritratto di una donna e sua figlia                                        | 1550 circa      | 88×80            | olio     | tela                        | Belgio             | Anversa            | Rubenshuis                                      |
|          | Maddalena penitente                                                       | 1550-1560       | 122×94           | olio     | tela                        | Italia             | Napoli             | Museo di Capodimonte                            |
|          | Ritratto di Filippo II in armatura                                        | 1550-1551       | 193×111          | olio     | tela                        | Spagna             | Madrid             | Museo del Prado                                 |
|          | Ritratto di Filippo II                                                    | 1551-1554 circa | 187×98,5         | olio     | tela                        | Italia             | Napoli             | Museo di Capodimonte                            |
|          | Venere con organista e un cane                                            | 1550-1551 circa | 148×217          | olio     | tela                        | Spagna             | Madrid             | Museo del Prado                                 |
|          | Venere e Adone                                                            | 1553            | 186×207          | olio     | tela                        | Spagna             | Madrid             | Museo del Prado                                 |
|          | Il Risorto appare alla Madre                                              | 1554            | 277x178          | olio     | tela                        | Italia             | Medole             | Chiesa dell'Assunzione della Vergine            |
|          | Venere allo specchio                                                      | 1555 circa      | 124,5×105,5      | olio     | tela                        | Stati Uniti        | Washington         | National Gallery of Art                         |
|          | Diana e Atteone                                                           | 1556–1559       | 190,3×207        | olio     | tela                        | Regno Unito        | Edimburgo          | National Gallery of Scotland                    |
|          | Annunciazione                                                             | 1557            | 280×210          | olio     | tela                        | Italia             | Napoli             | Museo di Capodimonte                            |
|          | Crocifissione                                                             | 1558            | 371×197          | olio     | tela                        | Italia             | Ancona             | Chiesa di San Domenico                          |
|          | Deposizione nel sepolcro                                                  | 1559            | 137×175          | olio     | tela                        | Spagna             | Madrid             | Museo del Prado                                 |
|          | Ratto di Europa                                                           | 1559–1562       | 185×205          | olio     | tela                        | Stati Uniti        | Boston             | Isabella Stewart-Gardner Museum                 |
|          | Annunciazione                                                             | 1559-1564 circa | 403×235          | olio     | tela                        | Italia             | Venezia            | Chiesa di San Salvador                          |
|          | Autoritratto                                                              | 1562 circa      | 96×72            | olio     | tela                        | Germania           | Berlino            | Gemäldegalerie                                  |
|          | Maddalena penitente                                                       | 1565 circa      | 118×97           | olio     | tela                        | Russia             | San Pietroburgo    | Ermitage                                        |
|          | Venere che benda amore                                                    | 1565 circa      | 118×185          | olio     | tela                        | Italia             | Roma               | Galleria Borghese                               |
|          | Ritratto di Jacopo Strada                                                 | 1567–1568 circa | 125×95           | olio     | tela                        | Austria            | Vienna             | Kunsthistorisches Museum                        |
|          | Punizione di Marsia                                                       | 1570-1576 circa | 212×207          | olio     | tela                        | Rep. Ceca          | Kroměříž           | Galleria arcivescovile                          |
|          | Incoronazione di spine (omonima di quella del '43-'44, esposta al Louvre) | 1570–1576 circa | 280×181          | olio     | tela                        | Germania           | Monaco di Baviera  | Alte Pinakothek                                 |
|          | San Sebastiano                                                            | 1570 circa      | 212×116          | olio     | tela                        | Russia             | San Pietroburgo    | Ermitage                                        |
|          | La Religione salvata dalla Spagna                                         | 1572-1576       | 168.5×168.5      | olio     | tela                        | Spagna             | Madrid             | Museo del Prado                                 |
|          | Tarquinio e Lucrezia                                                      | 1576            | 114×100          | olio     | tela                        | Austria            | Vienna             | Gemäldegalerie der Akademie der Bildenden Kunst |
|          | Doge Antonio Grimani in adorazione davanti alla Fede                      | 1575-1576 circa | 365×500          | olio     | tela                        | Italia             | Venezia            | Palazzo Ducale                                  |
|          | Pietà                                                                     | 1576 circa      | 351×389          | olio     | tela                        | Italia             | Venezia            | Gallerie dell'Accademia                         |

## Lista opere
Le opere attribuibili a Tiziano, con una sua partecipazione più o meno diretta e con maggiore o minore sicurezza della critica sono oltre cinquecento, senza contare le repliche più o meno autografe. Vengono qui riportate le opere principali, di attribuzione per lo meno accettata in via maggioritaria dagli studiosi. La selezione si basa su quella di Valcanover (1969), con aggiornamenti legati ai principali contributi recenti, soprattutto nelle ipotesi di datazione. Salvo qualche straordinaria eccezione, non sono indicati i dipinti perduti ricordati dalle fonti, né quelli di difficile localizzazione, passati in cataloghi d'asta o situati in collezioni private dalla difficoltosa accessibilità.

### 1500-1530
- Jacopo Pesaro presentato a san Pietro da papa Alessandro VI, 1503-1506, olio su tela, 145×183 cm, Anversa, Koninklijk Museum voor Schone Kunsten
- Cristo portacroce, 1506-1507 circa, olio su tela, 70×100 cm, Venezia, Scuola Grande di San Rocco
- Nascita di Adone, 1506-1508 circa, olio su tavola, 35×162 cm, Padova, Musei Civici agli Eremitani
- Selva di Polidoro, 1506-1508 circa, olio su tavola, 35×162 cm, Padova, Musei Civici agli Eremitani
- Concerto interrotto, 1507-1508 circa, olio su tela, 86,5×123,5 cm, Firenze, Galleria Palatina
- Adorazione del Bambino (attribuzione), 1507-1508 circa, olio su tela, 19,1x16,2 cm, Raleigh, Museo d'arte della Carolina del Nord[2]
- Orfeo ed Euridice, 1508 circa, olio su tela, 39×53 cm, Bergamo, Accademia Carrara
- Endimione dormiente e il suo gregge, 1508 circa, olio su tavola, 28x127 cm, Filadelfia, Barnes Foundation
- Garzone con flauto, 1508-1510 circa, olio su tavola, 61×51 cm, Hampton Court
- Affreschi dal Fondaco dei Tedeschi, 1508-1509 circa, Venezia, Ca' d'Oro
  - Compagno della calza, 241×159 cm
  - Giuditta/Giustizia, 212×346 cm
  - Combattimento di giganti e mostri, 157×320 cm
  - Allegoria, 157×328 cm
  - Combattimento di un putto con un drago, 155×375 cm
- Madonna Lochis, 1508-1510 circa, olio su tavola, 38×47 cm, Bergamo, Accademia Carrara
- Fuga in Egitto, 1509 circa, olio su tela, 206×336 cm, San Pietroburgo, Ermitage
- Riposo durante la fuga in Egitto, 1509 circa, olio su tela, 91x160 cm, collezione privata, già Contini Bonacossi
- Concerto campestre, 1509-1510 circa, olio su tela, 110×138 cm, Parigi, Museo del Louvre
- Ritratto di Ariosto, 1510 circa, olio su tela, 81×66 cm, Londra, National Gallery
- La schiavona, 1510 circa, olio su tela, 117×97 cm, Londra, National Gallery
- Ritratto di giovane, 1510 circa, olio su tela, 81×63,5 cm, Londra, Petworth House
- Gentiluomo con un libro, 1510 circa, olio su tela, 76×64 cm, Washington, National Gallery of Art
- Trio di Detroit (con Giorgione e Sebastiano del Piombo), 1510 circa, olio su tela, 84×68 cm, Detroit, Institute of Arts
- Madonna Bache, 1510 circa, olio su tavola, 46×56 cm, New York, Metropolitan Museum
- Circoncisione di Gesù, 1510 circa, olio su tavola, 36,7×79,3 cm, New Haven, Yale University Art Gallery
- San Marco in trono, 1510 circa, olio su tavola, 218×149 cm, Venezia, Basilica di Santa Maria della Salute
- Sacra Famiglia con un pastore, 1510 circa, olio su tela, 99×139 cm, Londra, National Gallery
- Cristo e l'adultera, 1511 circa, olio su tela, Glasgow, Kelvingrove Art Gallery and Museum
  - Busto di giovane, frammento del Cristo e l'Adultera, 24,5×43,5 cm
- Miracoli di sant'Antonio, 1511, affreschi, Padova, Scuola del Santo
  - Miracolo del marito geloso, 340×207 cm
  - Miracolo del neonato, 1511, 340×355 cm
  - Miracolo del piede risanato, 1511, 340×207 cm
- Madonna col Bambino tra i santi Antonio da Padova e Rocco, 1511 circa, olio su tela, 92×133 cm, Madrid, Museo del Prado
- San Giorgio (frammento), 1511 circa, olio su tavola, 124x66 cm, Venezia, Fondazione Cini
- Noli me tangere, 1511 circa, olio su tela, 109×91 cm, Londra, National Gallery
- Venere dormiente (completamento di un'opera di Giorgione), 1511-1512, olio su tela, 108,5×175 cm, Dresda, Gemäldegalerie
- Cristo risorto, 1511-1512, olio su tavola, 133,2×83,2 cm, Firenze, Galleria degli Uffizi
- Ritratto d'uomo Grimani, 1512 circa, olio su tela, 50,2x45,1, New York, Metropolitan Museum
- Madonna zingarella, 1511 circa, olio su tavola, 66×84 cm, Vienna, Kunsthistorisches Museum
- Battesimo di Cristo, 1512 circa, olio su tela, 115×89 cm, Roma, Pinacoteca Capitolina
- Riposo durante la fuga in Egitto, 1512 circa, olio su tela, 91×160 cm, Warminster (Wiltshire), Longleat House
- Tre età dell'uomo, 1512-1513 circa, olio su tela, 90×152 cm, Edimburgo, National Gallery of Scotland
- Sacra Conversazione Balbi, 1512-1514 circa, olio su tela, 130×185 cm, Mamiano, Fondazione Magnani-Rocca
- Arcangelo Raffaele e Tobiolo, 1512-1514 circa, olio su tavola, 170x149 cm, Venezia, Gallerie dell'Accademia[3]
- Donna allo specchio, 1512-1515 circa, olio su tela, 96×76 cm, Parigi, Museo del Louvre
- Donna con uno specchio, 1512-1515 circa, olio su tela, 83×79 cm, Praga, Galleria del Castello
- Madonna col Bambino, il Battista e un donatore, 1513-1514 circa, olio su tela, 75×62 cm, Monaco di Baviera, Alte Pinakothek
- Madonna col Bambino, Giovanni Battista e un santo, 1514 circa, olio su tela, 90×120 cm, Edimburgo, National Gallery of Scotland
- Ritratto d'uomo, 1514 circa, olio su tela, 80,5×66,5 cm, Copenaghen, Statens Museum for Kunst
- Amor Sacro e Amor Profano, 1514-1515 circa, olio su tela, 118×279 cm, Roma, Galleria Borghese
- Vanità, 1515 circa, olio su tela, 98×81 cm, Monaco, Alte Pinakothek
- Violante, 1515 circa, olio su tela, 64,5×51 cm, Vienna, Kunsthistorisches Museum
- Ritratto d'uomo malato, 1515 circa, olio su tela, 81×60 cm, Firenze, Galleria degli Uffizi
- Ritratto d'uomo Bristol (attr. incerta), 1515 circa, olio su tela, 77,4x63,5 cm, Ickworth (Bury St Edmunds, Suffolk), collezioni del duca di Bristol
- Salomè con la testa del Battista, 1515 circa, olio su tela, 90×72 cm, Roma, Galleria Doria Pamphilj
- Tarquinio e Lucrezia, 1515 circa, olio su tavola, 84×68 cm, Vienna, Kunsthistorisches Museum
- Flora, 1515 circa, olio su tela, 80×64 cm, Firenze, Galleria degli Uffizi
- Venere e Amore, 1515 circa, olio su tela, 111×139 cm, Londra, Wallace Collection
- Giovane donna con veste nera, 1515 circa, olio su tela, 59,5x44,5 cm, Vienna, Kunsthistorisches Museum
- Ritratto di giovane, 1515 circa, olio su tela, 100×84 cm, Londra, National Gallery
- Ritratto di un cavaliere di Malta, 1515 circa, olio su tela, 80 × 64 cm, Firenze, Galleria degli Uffizi
- Ritratto di giovane donna, 1515 circa, gessetto su carta bruna, 41,9x26,5 cm, Firenze, Gabinetto dei Disegni e delle Stampe
- Ritratto di giovane in pelliccia, 1515 circa, olio su tela, 82×71 cm, New York, Frick Collection
- Ritratto dell'Ariosto, 1515 circa, olio su tela, 59,5×45,5 cm, Indianapolis, Indianapolis Museum of Art
- Madonna col Bambino tra i santi Battista, Paolo, Maddalena e Girolamo, 1515-1518 circa, olio su tavola, 139×191 cm, Dresda, Gemäldegalerie Alte Meister
- Ritratto di musico, 1515-1520 circa, olio su tela, 99×81 cm, Roma, Galleria Spada
- Ritratto di giovane dal berretto rosso, 1516 circa, olio su tavola, 19 × 15 cm, Francoforte, Städel
- Madonna tra i santi Girolamo e Dorotea, 1516 circa, olio su tavola, 58,5×86,5 cm, Glasgow, Kelvingrove Art Gallery and Museum
- Madonna tra i santi Giorgio e Dorotea, 1516 circa, olio su tavola, 86×130 cm, Madrid, Museo del Prado
- Cristo della moneta, 1516 circa, olio su tavola, 75×56 cm, Dresda, Gemäldegalerie Alte Meister
- Assunta, 1516-1518, olio su tavola, 690×360 cm, Venezia, Basilica di Santa Maria Gloriosa dei Frari
- Cristo e profeti, 1517, affresco (scarsamente leggibile), Treviso, Scuola del Santissimo Sacramento
- Madonna delle Ciliegie, 1516-1518 circa, olio su tavola trasferito su tela, 81×100, Vienna, Kunsthistorisches Museum
- Ritratto di giovane, 1517-1520 circa, olio su tela, 90×73 cm, Ajaccio, Museo Fesch
- Festa degli amorini, 1518-1519, olio su tela, 172×175 cm, Madrid, Museo del Prado
- Baccanale degli Andrii, 1518-1519, olio su tela, 175×193 cm, Madrid, Museo del Prado
- Ritratto di letterato, 1518-1520 circa, olio su tavola, 84×72 cm, Hampton Court, Collezioni reali
- Madonna col Bambino e due angeli, 1519 circa, affresco, 160×350 cm, Venezia, Palazzo Ducale
- Adorazione del Bambino tra santi, 1519 circa, olio su tela, 100×137 cm, Ansbach, Bayerische Staatsgemäldesammlungen
- Pala Pesaro, 1519-1526, olio su tela, 478×266 cm, Venezia, Basilica di Santa Maria Gloriosa dei Frari
- Ritratto di giovane, 1520 circa, olio su tela, 89×74 cm, Monaco, Alte Pinakothek
- Ritratto di Vincenzo Mosti, 1520 circa, olio su tela, 85×66 cm, Firenze, Galleria Palatina
- Ritratto d'uomo, 1520 circa, olio su tela, 88×75 cm, Vienna, Kunsthistorisches Museum
- Bravo, 1520 circa, olio su tela, 75×67 cm, Vienna, Kunsthistorisches Museum
- Venere Anadiomene, 1520 circa, olio su tela, 76×57 cm, Edimburgo, National Gallery of Scotland
- Annunciazione Malchiostro, 1520 circa, olio su tavola, 179×207 cm, Treviso, Duomo
- Madonna col Bambino tra i santi Stefano, Girolamo e Maurizio, 1520 circa, olio su tavola, 92,5×138 cm, Vienna, Kunsthistorisches Museum
- Madonna col Bambino e santi, 1520 circa, olio su tela, 108×132 cm, Parigi, Museo del Louvre
- Pala Gozzi, 1520, olio su tela, 312×215 cm, Ancona, Pinacoteca civica Francesco Podesti
- Polittico Averoldi, 1520-1522, olio su tavola, 278×122 cm, Brescia, collegiata dei Santi Nazaro e Celso
  - Resurrezione di Cristo, 278×122 cm
  - Santi Nazaro e Celso con donatore, 170×65 cm
  - San Sebastiano, 170×65,
  - Angelo annunziante, 79×65 cm
  - Vergine Annunciata, 79×65 cm
- Sottomissione in Venezia di Federico Barbarossa ad Alessandro III, 1522, olio su tela, già a Venezia, Palazzo Ducale, distrutto
- Festino degli dei (ridipintura parziale di un'opera di Giovanni Bellini), 1523 circa, olio su tela, 167,5×185 cm, Washington, National Gallery of Art
- Bacco e Arianna, 1522-1523, olio su tela, 175×190 cm, Londra, National Gallery
- San Cristoforo, 1523, affresco, 310×186 cm, Venezia, Palazzo Ducale
- Ritratto d'uomo, 1523 circa, olio su tela, 118×96 cm, Parigi, Museo del Louvre
- Uomo dal guanto, 1523 circa, olio su tela, 100×89 cm, Parigi, Museo del Louvre
- Ritratto di Alfonso I d'Este, 1523 circa, olio su tela, perduto
- Ritratto di Laura Dianti, 1523 circa, olio su tela, 119×93 cm, Kreuzlingen, Collezione Kisters
- Ritratto d'uomo con falcone, 1525 circa, 109×94 cm, Omaha, Joslyn Art Museum
- Ritratto d'uomo, 1525 circa, olio su tela, 94×72 cm, Berlino, Gemäldegalerie
- Stimmate di san Francesco, 1525 circa, olio su tela, 281×195 circa, Trapani, Museo regionale Agostino Pepoli
- Ritratto di gentiluomo di Casa Farnese, 1525 circa, olio su tela, 105×84 cm, Pommersfelden, Schloss Weissenstein
- Deposizione di Cristo, 1525 circa, olio su tela, 148×205 cm, Parigi, Museo del Louvre
- Ritratto di Ippolito Riminaldi (bottega), 1528 circa, olio su tela, 116×93 cm, Roma, Galleria dell'Accademia di San Luca
- Ritratto di Girolamo Fracastoro (attr.), 1528 circa, Londra, National Gallery
- Madonna Sciarra, 1528 circa, olio su tela, 37,5×31 cm, Madrid, Museo Thyssen-Bornemisza
- Martirio di san Pietro da Verona, 1528, olio su tela, perduto, già a Venezia, Chiesa dei santi Giovanni e Paolo
- Ritratto di Federico II Gonzaga, 1529 circa, olio su tavola, 125×94 cm, Madrid, Museo del Prado
- Ritratto di Baldassarre Castiglione, 1529 circa, olio su tela, 124×97 cm, Dublino, National Gallery of Ireland
- Madonna col Bambino tra i santi Giovannino e Antonio Abate, 1530 circa, olio su tela, 69×96,5 cm, Firenze, Galleria degli Uffizi
- Madonna col Bambino tra i santi Giovannino e Caterina, 1530 circa, olio su tela, 101×142 cm, Londra, National Gallery
- Madonna del Coniglio, 1530 circa, olio su tela, 71×85 cm, Parigi, Louvre

### 1531-1548
- Cena in Emmaus (bottega), 1531 circa, olio su tavola, 169×211 cm, Liverpool, Walker Art Gallery[4]
- San Girolamo penitente, 1531, olio su tela, 80×102 cm, Parigi, Louvre
- Dipinto votivo del doge Andrea Gritti, 1531 circa, olio su tela, già a Venezia, Palazzo Ducale, perduto
- Ritratto di Jacopo Dolfin, 1531 circa, olio su tela, 105×91 cm, Los Angeles, Los Angeles County Museum of Art
- Allegoria coniugale, 1532 circa, olio su tela, 121×107 cm, Parigi, Louvre
- Ritratto di Andrea de' Franceschi a mezzo busto, 1532 circa, olio su tela, 65×51 cm, Washington, National Gallery of Art
- Ritratto di Andrea de' Franceschi a mezza figura, 1532 circa, olio su tela, 95×70 cm, Detroit, Detroit Institute of Arts
- Ritratto di Carlo V con il cane, 1532-1533, olio su tela, 192×111 cm, Madrid, Museo del Prado
- Ritratto di Alfonso d'Avalos con paggio, 1533, Los Angeles, Getty Museum
- Ritratto di Ippolito de' Medici, 1532-1534, olio su tela, 139×107 cm, Firenze, Galleria Palatina
- Busto di Cristo, 1532-1534 circa, olio su tavola, 78×55 cm, Firenze, Galleria Palatina
- Maddalena penitente, 1533 circa, olio su tavola, 84×69 cm, Firenze, Galleria Palatina
- Adorazione dei pastori, 1533 circa, olio su tavola, 95×115 cm, Firenze, Galleria Palatina
- I pellegrini di Emmaus, 1533/34 circa, olio su tela, 169×244 cm, Parigi, Louvre[5]
- Ritratto di Isabella d'Este, 1534-1536, olio su tela, 102×64 cm, Vienna, Kunsthistorisches Museum
- Presentazione di Maria al Tempio, 1534-1538, olio su tela, 345×775 cm, Venezia, Gallerie dell'Accademia
- Ritratto di Giovanni Paolo da Ponte, commissionato l'8 marzo 1534, Venezia, Collezione Privata
- Madonna in gloria col Bambino e sei santi, 1535 circa, olio su tavola, 338×270 cm, Città del Vaticano, Pinacoteca Vaticana
- Assunzione della Vergine, 1535 circa, olio su tela, 392×214 cm, Verona, Duomo
- Ritratto di vecchio armato, 1535 circa, olio su tela, 65×58 cm, Milano, Pinacoteca Ambrosiana
- Ritratto di fanciulla in pelliccia, 1535-1537 circa, 93×63 cm, Vienna, Kunsthistorisches Museum
- Ritratto del conte Antonio Porcia, 1535-1540 circa, olio su tela, 115×90 cm, Milano, Pinacoteca di Brera
- La Bella, 1536, olio su tela, 100×76 cm, Firenze, Galleria Palatina
- Ritratto di fanciulla con cappello piumato, 1536 circa, olio su tela, 96×75 cm, San Pietroburgo, Ermitage
- Undici Cesari, 1537-1538, perduti, già a Mantova, Palazzo Ducale
- Ritratto di Giulio Romano, 1536-1538 circa, olio su tela, 101×86 cm, Mantova, Museo civico di Palazzo Te
- Ritratto di Francesco Maria Della Rovere, 1536-1538, olio su tela, 114×103 cm, Firenze, Galleria degli Uffizi
- Ritratto di Eleonora Gonzaga Della Rovere, 1538, olio su tela, 114×102 cm, Firenze, Galleria degli Uffizi
- Ritratto di Francesco I di Francia, 1538, olio su tela, 109×89 cm, Parigi, Museo del Louvre
- Ritratto di Gabriele Tadino, 1538, olio su tela, 118×133 cm, Ferrara, collezione della Cassa di Risparmio di Ferrara, in deposito alla Pinacoteca Nazionale, Palazzo dei Diamanti
- Venere di Urbino, 1538, olio su tela, 119×165 cm, Firenze, Galleria degli Uffizi
- Ritratto di Alfonso d'Avalos con paggio, 1533, Los Angeles, Getty Museum
- Venere del Pardo, 1540 circa, ripreso nel 1560 circa, olio su tela, 196×285 cm, Parigi, Museo del Louvre
- Ritratto del papa Sisto IV, 1540 circa, olio su tavola, 109,5×87 cm, Firenze, Galleria degli Uffizi
- Ritratto di Pietro Bembo, 1540 circa, olio su tela, 95×77 cm, Washington, National Gallery of Art
- Ritratto del doge Andrea Gritti, 1540, olio su tela, 84,3×65,4 cm, Kenosha (Wisconsin), collezione privata
- Annunciazione della Scuola di San Rocco, 1540 circa, olio su tela, 166×266 cm, Venezia, Scuola Grande di San Rocco
- Ritratto del principe Andrea Doria, 1540 circa, olio su tela, 115×5x98 cm, Oxford, Ashmolean Museum
- Allocuzione di Alfonso d'Avalos, 1540-1541, olio su tela, 223×165 cm, Madrid, Museo del Prado
- Ritratto di don Diego Mendoza, 1540-1545 circa, aolio su tela, 176×112 cm, Firenze, Galleria Palatina
- Tentazione di Cristo, 1540-1545 circa, olio su tavola, 91×63 cm, Minneapolis, Institute of Arts
- Ritratto d'uomo, 1540-1545 circa, olio su tela, 91×76,5 cm, Boston, Museo of Fine Arts
- Ritratto di Gerardo Mercatore, 1541, olio su tela, 106×91 cm, New Haven, Yale University Art Gallery
- Ritratto del signore d'Aramont, 1541-1543 circa, olio su tela, 74×70 cm, Milano, Pinacoteca del Castello Sforzesco
- Visione di san Giovanni evangelista, 1541-1544, olio su tavola, 237,6×263 cm, Washington, National Gallery of Art
- Ritratto di Clarissa Strozzi, 1542, olio su tela, 115×98 cm, Berlino, Gemäldegalerie
- Ritratto di Ranuccio Farnese, 1542, olio su tela, 90×74 cm, Washington, National Gallery of Art
- San Giovanni Battista, 1542 circa, olio su tela, 201×134 cm, Venezia, Gallerie dell'Accademia
- Ritratto del doge Niccolò Marcello, 1542 circa, olio su tela, 103×90 cm, Città del Vaticano, Pinacoteca Vaticana
- Incoronazione di spine, 1542-1544 circa, olio su tela, 303×181 cm, Parigi, Museo del Louvre
- Storie bibliche per Santo Spirito in Isola, 1542-1544, Venezia, sagrestia di Santa Maria della Salute
  - Caino uccide Abele, olio su tela, 292×280 cm
  - Sacrificio di Isacco, olio su tela, 328×285 cm
  - Davide e Golia, olio su tela, 300×285 cm
  - Busto di san Giovanni evangelista, olio su tavola, diam. 71 cm
  - Busto di san Luca, olio su tavola, diam. 71 cm
  - Busto di san Marco, olio su tavola, diam. 71 cm
  - Busto di san Matteo, olio su tavola, diam. 71 cm
  - Busto di san Gregorio Magno, olio su tavola, diam. 71 cm
  - Busto di sant'Ambrogio, olio su tavola, diam. 71 cm
  - Busto di sant'Agostino, olio su tavola, diam. 71 cm
  - Busto di san Girolamo, olio su tavola, diam. 71 cm
- Stendardo con Resurrezione di Cristo e Ultima Cena, 1542-1544, olio su tela, 163×104 cm, Urbino, Galleria Nazionale delle Marche
- Madonna con Bambino in gloria e santi Andrea e Pietro, 1542-1547 circa, olio su tela, 453×259 cm, Serravalle, Duomo
- Ritratto di Pier Luigi Farnese con cappello, 1543, olio su tavola, 100×75 cm, Napoli, Palazzo Reale
- Ecce Homo, 1543, olio su tela, 242×361 cm, Vienna, Kunsthistorisches Museum
- Ritratto del doge Andrea Gritti, 1543 circa, olio su tela, 133,3×103,2 cm, Washington, National Gallery of Art
- Tobiolo e l'angelo, 1543 circa, olio su tela, 193×130 cm, Venezia, chiesa di San Marziale
- Ritratto del cardinale Alessandro Farnese, 1543-1546 circa, olio su tela, 98×75 cm, Napoli, Museo di Capodimonte
- Ritratto di Nicolò Zen, 1543-1547 circa, olio su tela, 124×94 cm, Kigston Lacy, collezione R. Bankes
- Ritratto votivo della famiglia Vendramin, 1543-1547 circa, olio su tela, 206×289 cm, Londra, National Gallery
- Ritratto di Sperone Speroni, 1544 circa, olio su tela, 113×93 cm, Treviso, Museo civico
- Cena in Emmaus (bottega), 1545 circa, olio su tela, 163×200 cm, Dublino, Galleria nazionale d'Irlanda[6]
- Uomo dagli occhi glauchi, 1545 circa, olio su tela, 111×93 cm, Firenze, Galleria Palatina
- Ritratto di Pietro Aretino, 1545 circa, olio su tela, 97×78 cm, Firenze, Galleria Palatina

- Ritratto di Giulia Varano, 1545-1547 circa, olio su tela, 114x88 cm, Firenze, galleria Palatina
- Ritratto di Daniele Barbaro, 1545 circa, olio su tela, 83×70 cm, Ottawa, National Gallery of Canada
- Amore che vince la Forza, 1545 circa, olio su tela, diam. 85 cm, Londra, collezione McKenna
- San Giovanni Elemosinario, 1545 circa, olio su tela, 264×148 cm, Venezia, chiesa di San Giovanni Elemosinario
- Pentecoste, 1545-1546 circa, olio su tela, 570x260 cm, Venezia, Basilica di Santa Maria della Salute
- Ritratto del cardinale Pietro Bembo, 1545-1546 circa, olio su tela, 116×98 cm, Napoli, Museo di Capodimonte
- Danae, 1545-1546, olio su tela, 120×72 cm, Napoli, Museo di Capodimonte
- Ritratto di giovane donna, 1545-1546 circa, olio su tela, 85×75 cm, Napoli, Museo di Capodimonte
- Ritratto d'uomo in pelliccia, 1545-1546 circa, olio su tela, 94×70 cm, San Paolo del Brasile, Museu de Arte
- Ritratto di Paolo III con il camauro, 1545-1546, olio su tela, 108×80 cm, Napoli, Museo di Capodimonte
- Ritratto d'uomo con libro e bastone, 1545-1548 circa, olio su tela, 83×62 cm, Vienna, Kunsthistorisches Museum
- Ritratto di ragazzo, 1545-1548 circa, olio su tela, 89×67 cm, Vienna, Kunsthistorisches Museum
- Ritratto di Paolo III con i nipoti Alessandro e Ottavio Farnese, 1546, olio su tela, 210×174 cm, Napoli, Museo di Capodimonte
- Ritratto di Ottavio Farnese, duca di Castro, 1546, olio su tela, 101x92 cm, Treviso, collezione privata
- Ritratto di papa Giulio II da Raffaello, 1546 circa, olio su tavola, 99×82 cm, Firenze, Galleria Palatina
- Ritratto di Pier Luigi Farnese, 1546, olio su tela, 110×88 cm, Napoli, Museo di Capodimonte
- Ecce Homo, 1547 circa, olio su ardesia, 69×56 cm, Madrid, Museo del Prado
- San Jacopo apostolo pellegrino, 1547-1548 circa, olio su tela, 249×140 cm, Venezia, chiesa di San Lio
- Ritratto di Carlo V a cavallo, 1548, olio su tela, 332×279 cm, Madrid, Museo del Prado
- Ritratto di Carlo V seduto, 1548, olio su tela, 205×122 cm, Monaco, Alte Pinakothek
- Ritratto di Isabella del Portogallo, 1548, olio su tela, 117×93 cm, Madrid, Museo del Prado
- Ritratto di Antonio Perrenot de Granvelle, 1548, olio su tela, 112×86,5 cm, Kansas City, Nelson-Atkins Museum of Art
- Ritratto di Nicola Perrenot de Granvelle, 1548, olio su tela, 122×93 cm, Besanon, Musée des Beaux-Arts
- Ritratto di Giambattista Castaldo, 1548, olio su tela, 113,2×94 cm, già Londra, Dickinson Antiquari
- Venere con Cupido e suonatore di organo, 1550, olio su tela, 150,2×218,2 cm, Madrid, Museo del Prado

### 1549-1576
- Madonna con Bambino e santi Pietro e Paolo (polittico di Castello Roganzuolo), 1543-1549, olio su tela, Ceneda, Museo Diocesano d'Arte Sacra "Albino Luciani"
- Venere, Cupido e un organista, 1548-1549, olio su tela, 115×210 cm, Berlino, Staatliche Museen
- Sisifo, 1548-1549, olio su tela, 237×216 cm, Madrid, Museo del Prado
- Tizio, 1548-1549, olio su tela, 253×217 cm, Madrid, Museo del Prado
- San Giovanni l'Elemosiniere, 1549-1550, olio su tela, 264×148 cm, Venezia, Chiesa di San Giovanni Elemosinario
- Maddalena penitente, 1550-1560 circa, olio su tela, 128×103, Napoli, Museo Nazionale di Capodimonte
- Ritratto di Antonio Anselmi, 1550 circa, olio su tela, 75×63 cm, Madrid, Museo Thyssen-Bornemisza
- Venere con Cupido e pernice, 1550 circa, olio su tela, 139×195 cm, Firenze, Galleria degli Uffizi
- Venere con un organista e un piccolo cane, 1550 circa, olio su tela, 136×220 cm, Madrid, Museo del Prado
- Adamo ed Eva nel Paradiso terrestre, 1550 circa, olio su tela, 240×186 cm, Madrid, Museo del Prado
- Madonna con Bambino e santa Caterina d'Alessandria, (e bottega), olio su tela, 75×60 cm, Firenze, Galleria degli Uffizi
- Ritratto di Filippo II in armatura, 1550-1551, olio su tela, 193×111 cm, Madrid, Museo del Prado
- Ritratto di Filippo II, 1550-1551, olio su tela, 107×93 cm, Cincinnati Art Museum[7]
- Ritratto d'uomo in costume militare, 1550-1552, olio su tela, 229×156 cm, Kassel, Staatliche Museen
- Ritratto del cardinale Cristoforo Madruzzo, 1552, olio su tela, 210x110 cm, San Paolo, Museo d'Arte di San Paolo
- La Gloria, 1551-1554 circa, olio su tela, 346×240 cm, Madrid, Museo del Prado
- San Girolamo penitente 1552, olio su tela, 235x125 cm, Milano, Pinacoteca di Brera
- Danae, 1553, olio su tela, 129×180;cm, Madrid, Museo del Prado
- Venere e Adone, 1553 circa, olio su tela, 186×207 cm, Madrid, Museo del Prado
- Addolorata (a mani aperte), 1553-1554, olio su rame, 68×53 cm, Madrid, Museo del Prado
- Danae, 1554, olio su tela, 135×152 cm, Vienna, Kunsthistorisches Museum
- Danae, 1554 circa, olio su tela, 120×187 cm, San Pietroburgo, Ermitage
- Ritratto di Filippo II, 1554 circa, olio su tela, 185×103 cm, Firenze, Galleria Palatina
- Il Risorto appare alla Madre, 1554, olio su tela, 277×178 cm, Medole, Chiesa parrocchiale[8]
- Ritratto del doge Marcantonio Trevisan, 1554, olio su tela, 100×86,5 cm, Budapest, Museo di Belle Arti
- Addolorata (a mani giunte), 1555 circa, olio su tavola, 68×61 cm, Madrid, Museo del Prado
- Venere e Adone, 1555 circa, olio su tela, 177×187 cm, Londra, National Gallery
- Fanciulla con vassoio di frutta, 1555 circa, olio su tela, 102×82 cm, Berlino, Staatliche Museen
- Venere e Adone, 1555 circa, olio su tela, 134×187 cm, Roma, Galleria nazionale d'arte antica
- Crocifissione, 1555 circa, olio su tela, 214×109 cm, San Lorenzo de El Escorial, Monastero dell'Escorial
- Venere allo specchio, 1555 circa, olio su tela, 125×106 cm, Washington, National Gallery of Art
- San Giovanni Evangelista a Patmos, 1553-1555 circa, olio su tela, 237.6x263 cm, Washington, National Gallery of Art
- Ritratto del doge Francesco Venier, 1554-1556, olio su tela, 114×99 cm, Madrid, Museo Thyssen-Bornemisza
- Fanciulla con ventaglio, 1556 circa, olio su tela, 102×96 cm, Dresda, Gemäldegalerie Alte Meister
- Diana e Atteone, 1556-1557, olio su tela, 185×202 cm, Edimburgo, National Gallery of Scotland
- Martirio di san Lorenzo, 1548-1557, olio su tela, 493×277 cm, Venezia, I Gesuiti
- Annunciazione, 1557 circa, olio su tela, 280×210 cm, Napoli, Museo Nazionale di Capodimonte
- Crocifissione, 1558, olio su tela, 371×197 cm, Ancona, Chiesa di San Domenico
- Ritratto di un gentiluomo cinquantatreenne, 1558, olio su tela, 114 x 94 cm, Treviso, Collezione privata
- Diana e Callisto, 1556-1559, olio su tela, 187×205cm, Edimburgo, National Gallery of Scotland
- Deposizione nel sepolcro, 1559, olio su tela, 137×175 cm, Madrid, Museo del Prado
- Venere e Adone, 1555-1560, olio su tela, 177×187 cm, Los Angeles, Getty Museum
- Cristo alla colonna, 1560 circa, olio su tela, Roma, Galleria Borghese
- Venere e Adone, 1560, olio su tela, Collezione privata, temp. Oxford, Ashmolean Museum
- Venere e Adone, 1560, olio su tela, 106×133 cm, New York, Metropolitan Museum
- Venere e Adone, 1560, olio su tela, 107×136 cm, Washington, National Gallery of Art
- Sapienza, 1560, Venezia, Biblioteca Nazionale Marciana
- San Girolamo penitente,  1556-1561 circa, olio su tela, 235×125 cm, Milano, Pinacoteca di Brera
- Ritratto d'uomo con una palma, 1561, olio su tela, 138×116 cm, Dresda, Gemäldegalerie Alte Meister
- Ratto di Europa, 1559-1562, olio su tela, 185×205 cm, Boston, Isabella Stewart Gardner Museum
- San Francesco riceve le stigmate, 1561 circa, olio su tela, 298x177 cm, Ascoli Piceno, Pinacoteca Civica
- Morte di Atteone, 1562, olio su tela, 179×189 cm, Londra, National Gallery
- Autoritratto, 1562 circa, olio su tela, 96×75 cm, Berlino, Gemäldegalerie
- Perseo e Andromeda, 1562-1563, olio su tela, 175×189 cm, Londra, Collezione Wallace
- Gesù Cristo e il buon ladrone, 1563 circa, olio su tela, 135×149,5 cm, Pinacoteca Nazionale di Bologna
- San Nicola di Bari, 1563, olio su tela, Venezia, Chiesa di San Sebastiano
- Annunciazione, 1559-1564, olio su tela, 403×235 cm, Venezia, San Salvador
- Madonna col Bambino in un paesaggio serale, 1562-1565, olio su tela, 174×133 cm, Monaco, Alte Pinakothek
- Cristo e il Cireneo, 1565 circa, olio su tela, 98×116 cm, Madrid, Museo del Prado
- San Domenico, 1565 circa, olio su tela, 97x80 cm, Roma, Galleria Borghese
- Maddalena penitente, 1565 circa, olio su tela, 118×97 cm, San Pietroburgo, Ermitage
- Venere che benda Amore, 1565 circa, olio su tela, 118×185 cm, Roma, Galleria Borghese
- Autoritratto, 1567 circa, olio su tela, 86×69 cm, Madrid, Museo del Prado
- Martirio di san Lorenzo, 1567, olio su tela, 175×172 cm, El Escorial, Monastero di San Lorenzo
- Ritratto di Jacopo Strada, 1567-1568, olio su tela, 125×95 cm, Vienna, Kunsthistorisches Museum
- Allegoria della Prudenza, 1565-1570 circa, olio su tela, 76×69& cm, Londra, National Gallery
- Madonna col Bambino, 1565-1570, olio su tela, 75×63 cm, Londra, National Gallery
- Allegorie di Brescia, 1565-1570 circa, olio su tela, 5,86×4,40 cm, Brescia, Palazzo della Loggia, poi andate distrutte
  - Apoteosi di Brescia circondata da Minerva e Marte
  - Fucina di Vulcano
  - Cerere e Bacco
- San Sebastiano, 1570 circa, olio su tela, 212×116 cm, San Pietroburgo, Ermitage
- Incoronazione di spine, 1570 circa, olio su tela, 280×181& cm, Monaco, Alte Pinakothek
- Salvator mundi, 1570 circa, olio su tela, 96x80 cm, San Pietroburgo Museo statale dell'Ermitage
- Tarquinio e Lucrezia, 1570 circa, olio su tela, Bordeaux, Musée des Beaux-Arts
- Tarquinio e Lucrezia, 1568-1571, olio su tela, 189×145 cm, Cambridge, Fitzwilliam Museum
- San Girolamo penitente, 1570-1575, olio su tela, 138×97 cm, Madrid, Museo Thyssen-Bornemisza
- Cristo deriso, 1570-1575, olio su tela, 109×92 cm, Saint Louis, Art Museum
- Salita al Calvario, 1570-1575, olio su tela, 98×116 cm, Madrid, Museo del Prado
- Filippo II offre la Vittoria a Don Fernando, 1575 circa, olio su tela, 325×274 cm, Madrid, Museo del Prado
- San Girolamo penitente, 1570-76 c., olio su tela, 72x64 cm, Treviso, Collezione privata
- San Gerolamo penitente, 1575 c., olio su tela, 177×184 cm, San Lorenzo de El Escorial, Monastero di San Lorenzo
- Spagna che soccorre la Religione, 1575 circa, olio su tela, 168×168 cm, Madrid, Museo del Prado
- Doge Antonio Grimani in adorazione davanti alla Fede, 1575-1576, olio su tela, 365×500 cm, Venezia, Palazzo Ducale
- Fanciullo con cani, 1575-1576, olio su tela, 100×117 cm, Rotterdam, Museum Boijmans Van Beuningen
- Tarquinio e Lucrezia, 1576, olio su tela, 114×100 cm, Vienna, Gemäldegalerie der Akademie der Bildenden Kunst
- Punizione di Marsia, 1576, olio su tela, 212×207 cm, Kroměříž, Palazzo arcivescovile
- Ninfa e pastore, 1576, olio su tela, 150×187& cm, Vienna, Kunsthistorisches Museum
- Pietà, 1576, olio su tela, 352×349 cm, Venezia, Gallerie dell'Accademia

## Ritrovamento

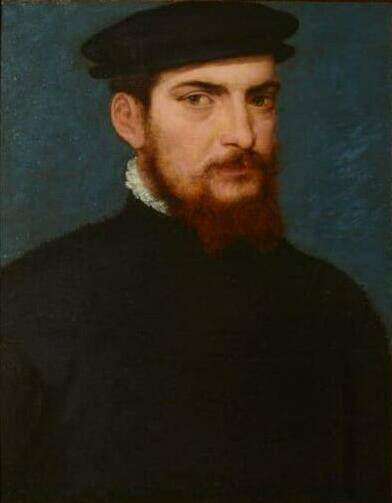
Ritratto di gentiluomo con berretto nero, ritrovato nel maggio 2022.

In data 19 maggio 2022 il Nucleo tutela patrimonio culturale dei Carabinieri di Torino ha provveduto al recupero del Ritratto di gentiluomo con berretto nero attribuito a Tiziano che si credeva perduto. Il quadro verrà restituito allo Stato italiano. 
Si tratta di un'opera del XVI secolo, ma non è stato verificato che si tratti realmente di un dipinto di Tiziano, poiché non sono stati effettuati accertamenti in merito. Secondo Vittorio Sgarbi, storico e critico d'arte, l'opera non è di Tiziano.